# Federico Barbosa Gutiérrez
Federico Barbosa Gutiérrez (Xicohtzinco, Tlaxcala; 27 de abril de 1952 - San Juan Totolac, Tlaxcala; 26 de agosto de 2018) Fue un destacado político tlaxcalteca, miembro del Partido Revolucionario Institucional. Diputado federal de la LIX Legislatura del Congreso de la Unión por mayoría relativa representando al Distrito III del estado de Tlaxcala. También fue diputado del Congreso Local de Tlaxcala.

## Estudios
Obtuvo la licenciatura en derecho por la Benemérita Universidad Autónoma de Puebla.

## LIX Legislatura
Como integrante de la LIX Legislatura del Congreso de la Unión, el diputado Barbosa fue Presidente de la Comisión Jurisdiccional del 22 de julio de 2004 al 31 de agosto de 2006. Además fue integrante de las comisiones de Justicia y Derechos Humanos, Puntos Constitucionales, Reglamentos y Prácticas Parlamentarias y del Comité del Centro de Estudios de Derecho e Investigaciones Parlamentarias. 

## Actividad política
Tuvo múltiples cargos en la Administración Pública. En 1980 se desempeñó como procurador general de Justicia en el estado de Tlaxcala. De 1981 a 1985 fue representante del Gobierno de Tlaxcala ante el Tribunal de Conciliación y Arbitraje de Los Trabajadores al Servicio del Estado. También de 1982 a 1985 se desempeñó como Magistrado del Tribunal Superior de Justicia del estado de Tlaxcala. Fue director jurídico y director general de Pensiones Civiles del Gobierno de Tlaxcala. En 1988 se desempeñó como delegado federal de la Secretaría del Trabajo y Previsión Social en Tlaxcala. De 1989 a 1992 fue diputado local en la LIII Legislatura del Congreso de Tlaxcala. De 1992 a 1997 fue Secretario de Gobierno del estado de Tlaxcala.

## Actividad académica
Se desempeñó también como profesor de derecho y comercio en la Universidad Autónoma de Tlaxcala entre otros institutos de educación superior.